# Джим Абрагамс
Джим Абрагамс (англ. Jim Abrahams; 10 травня 1944 — 26 листопада 2024) — американський режисер, продюсер та сценарист.

## Біографія
Джим Абрахамс народився 10 травня 1944 року в місті Шорвуд, штат Вісконсин. Батьки Луїза Огенс і Норман Абрахамс. Здобув популярність як автор пародій на відомі голлівудські фільми. У співавторстві з братами Девідом і Джеррі Цукер зняв такі фільми, як «Аероплан!» (1980), «Поліцейський відділ!» (1982), «Цілком таємно!» (1984), «Безжальні люди» (1986), і трилогію «Голий пістолет». Самостійно режисував фільми «Великий бізнес» (1988), «Гарячі голови» (1991) та «Гарячі голови! Частина 2» (1993).

## Особисте життя
Одружений з Ненсі Кокуццо, у них троє дітей: сини Джозеф і Чарлі та дочка Джеймі.

## Фільмографія

### Режисер, сценарист, продюсер
| Рік  |    | Українська назва                       | Оригінальна назва                              | Роль                                    |
| ---- | -- | -------------------------------------- | ---------------------------------------------- | --------------------------------------- |
| 1977 | ф  | Збірня солянка по-кентуккійські        | The Kentucky Fried Movie                       | сценарист                               |
| 1980 | ф  | Аероплан!                              | Airplane!                                      | режисер, сценарист, виконавчий продюсер |
| 1982 | ф  | Поліцейський відділ!                   | Police Squad!                                  | режисер, сценарист, виконавчий продюсер |
| 1984 | ф  | Цілком таємно!                         | Top Secret!                                    | режисер, сценарист, виконавчий продюсер |
| 1986 | ф  | Безжальні люди                         | Ruthless People                                | режисер                                 |
| 1988 | ф  | Голий пістолет                         | The Naked Gun: From the Files of Police Squad! | сценарист, виконавчий продюсер          |
| 1988 | ф  | Великий бізнес                         | Big Business                                   | режисер                                 |
| 1990 | ф  | Плаксій                                | Cry-Baby                                       | виконавчий продюсер                     |
| 1990 | ф  | Ласкаво просимо додому, Роксі Кармайкл | Welcome Home, Roxy Carmichael                  | режисер                                 |
| 1991 | ф  | Голий пістолет 2½: Запах страху        | The Naked Gun 2½: The Smell of Fear            | сценарист, виконавчий продюсер          |
| 1991 | ф  | Гарячі голови                          | Hot Shots!                                     | режисер, сценарист                      |
| 1993 | ф  | Гарячі голови! Частина 2               | Hot Shots! Part Deux                           | режисер, сценарист                      |
| 1994 | ф  | Голий пістолет 33⅓: Остання образа     | Naked Gun 33 1/3: The Final Insult             | сценарист, виконавчий продюсер          |
| 1997 | тф | Не нашкодь                             | ...First Do No Harm                            | режисер, продюсер                       |
| 1998 | ф  | Мафія!                                 | Jane Austen's Mafia!                           | режисер, сценарист                      |
| 2006 | ф  | Дуже страшне кіно 4                    | Scary Movie 4                                  | сценарист                               |

### Актор
| Рік  |   | Українська назва                | Оригінальна назва                       | Роль                       |
| ---- | - | ------------------------------- | --------------------------------------- | -------------------------- |
| 1972 | с | Вечірнє шоу Джонні Карсона      | The Tonight Show Starring Johnny Carson | роль                       |
| 1977 | ф | Збірня солянка по-кентуккійські | The Kentucky Fried Movie                | технік 1 / диктор          |
| 1980 | ф | Аероплан!                       | Airplane!                               | релігійний фанатик 6       |
| 1984 | ф | Цілком таємно!                  | Top Secret!                             | німецький солдат           |
| 1988 | ф | Поїздка до Америки              | Coming to America                       | Face on Cutting Room Floor |
| 1991 | ф | Оскар                           | Oscar                                   | листоноша                  |